# 天門橋

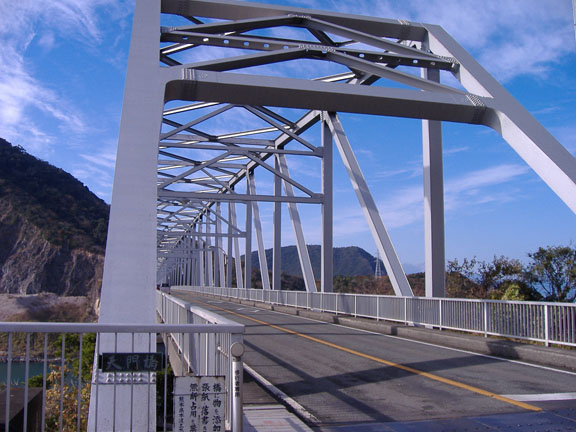
天門橋（三角側から撮影） 2005年12月24日

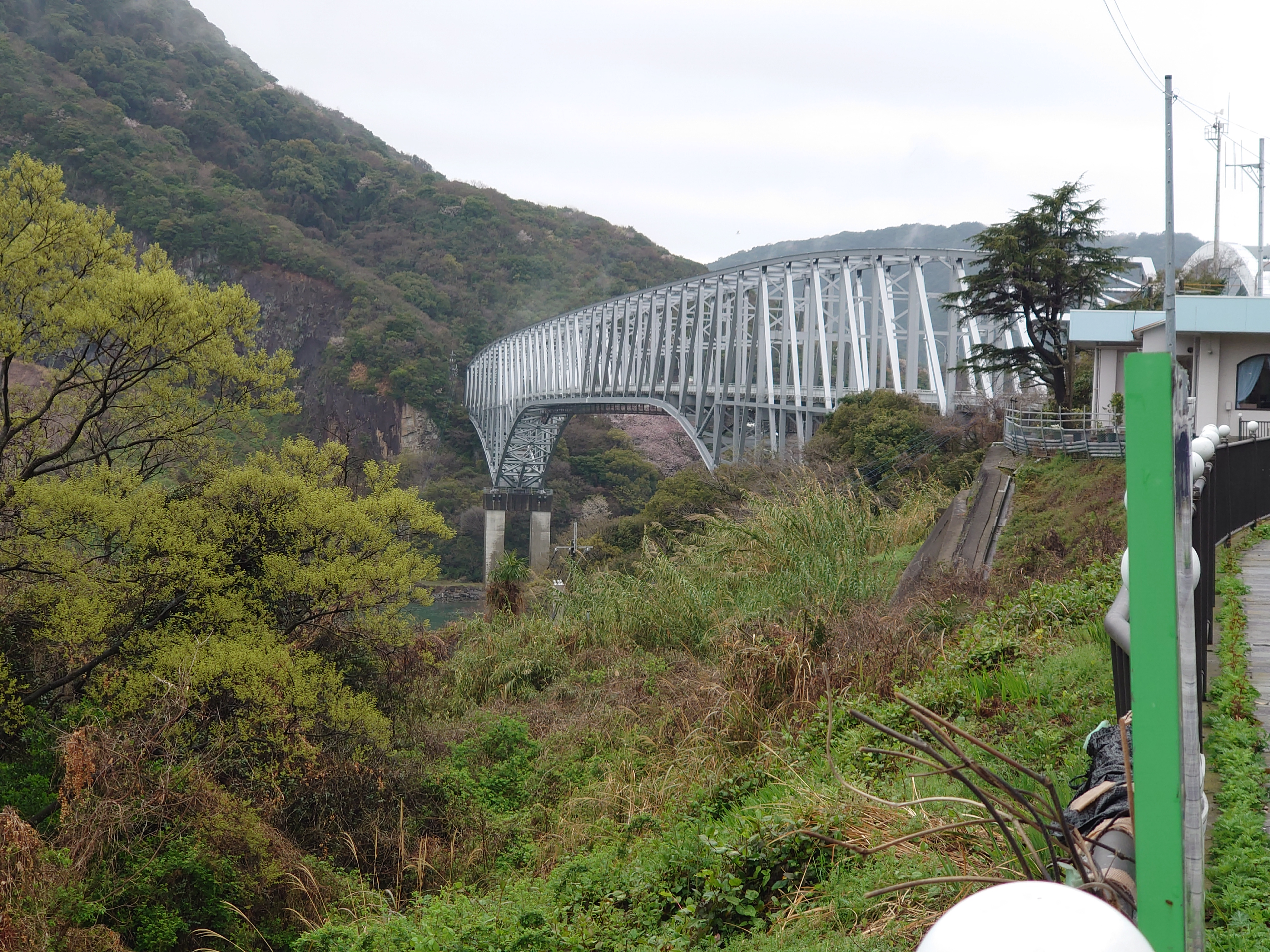
天門橋（手前）と天城橋（奥）

天門橋（てんもんきょう）は、熊本県宇城市の宇土半島と同県上天草市の大矢野島との間の三角ノ瀬戸に架かる国道266号の橋である。天草五橋の1号橋である。

## 概要
三角ノ瀬戸は三角港や八代港へ出入りする航路となっていることから、当橋は大型船が通行できる高さに設定された。
1966年（昭和41年）には、第1回土木学会田中賞を受賞している。
2018年（平成30年）にバイパスとして天城橋が架設された。

## 構造
- 橋長 = 502 m
- 型式 = 連続トラス（三径間下曲弦連続トラス型、建設当時世界最長）
- 橋格 = 一等橋

## 施工
- 上部 = 横河橋梁製作所
- 下部 = 西松建設

## 参考資料
- 「工事報告 天草五橋」 (社)土木学会 1966年5月
- 「天草建設文化史」 天草地区建設業協会 1978年5月

座標: 北緯32度36分41.2秒 東経130度27分32.3秒 / 北緯32.611444度 東経130.458972度